# So Blu
So Blu este albumul de debut al interpretei americane Blu Cantrell. De pe acesta au fost extrase trei discuri single, cel mai de succes fiind piesa „Hit 'em Up Style (Oops!)”, ce s-a clasat pe locul 2 în Billboard Hot 100. Materialul a debutat pe locul 8 în Billboard 200, primind discul de aur în Statele Unite ale Americii.

## Lista cântecelor
1. „Waste My Time”
2. „Hit 'em Up Style (Oops!)”
3. „Till I'm Gone”
4. „U Must B Crazy”
5. „The One”
6. „I'll Find a Way”
7. „Swingin'”
8. „10.000 Times”
9. „When I Needed You”
10. „All You Had to Say”
11. „I Can't Believe”
12. „So Blu”
13. „Blu Is a Mood”

## Clasamente
| Clasament                        | Poziția maximă | Referință |
| -------------------------------- | -------------- | --------- |
| Billboard 200                    | 8              | [ 4 ]     |
| Billboard Top R&B/Hip-Hop Albums | 5              | [ 4 ]     |